# Willie Weeks
Willie Weeks (Salemburg, 5 augustus 1947) is een Amerikaanse rock-, blues-, jazz-, bluesrock- en countrybassist. Hij heeft bekendheid verworven door met beroemde muzikanten in een breed scala aan genres te spelen. Hij is gedurende zijn hele carrière een van de meest gevraagde sessiemuzikanten geweest. Weeks heeft ook bekendheid verworven door tijdens zijn carrière met veel zwaargewichten van de rock te toeren. In 2006-2007 was hij het meest bekend als bassist van de huisband van Eric Clapton, tijdens zijn wereldtournee met het Crossroads Guitar Festival.

## Biografie
Weeks werd geboren in Salemburg, North Carolina en begon begin jaren 1960 met het spelen van de elektrische bas. Zijn vroegste invloeden waren de country-, pop- en r&b-muziek, die hij op de radio hoorde. Weeks noemt de bassisten Ron Carter, James Jamerson en Ray Brown als vroege invloeden. Weeks heeft in de studio gewerkt en/of getoerd met artiesten als Gregg Allman, David Bowie, Clarence 'Gatemouth' Brown, Roy Buchanan, Jimmy Buffett, Kevin Chalfant, Eric Clapton, Buddy Guy, Hank Crawford, Robert Cray, Pino Daniele, Bo Diddley, The Doobie Brothers, Aretha Franklin, Vince Gill, Isaac Hayes, George Harrison, Donny Hathaway, Etta James, Billy Joel, Rickie Lee Jones, Wynonna Judd, Chaka Khan, B.B. King, Lyle Lovett, Gail Davies, David Lee Roth, Michael McDonald, Don McLean, John Mayer, John Mellencamp, Bette Midler, Randy Newman, Pino Palladino, John Scofield, Carly Simon, Soulive, Rod Stewart, The Rolling Stones, James Taylor, Richard en Linda Thompson, Joe Walsh, Bobby Womack, Leon Russell, Steve Winwood, Stevie Wonder, Ronnie Wood, Eikichi Yazawa, Lou Fellingham en Boz Scaggs.
Weeks' spel op Donny Hathaways Live (1972), inclusief een bassolo van 3½ minuut op Voices Inside (Everything Is Everything), wordt door veel bassisten beschouwd als een van Weeks' beste werken. Weeks bespeelde op de opname een Fender P-Bass uit 1962 via een Ampeg SVT-versterker (hoewel aanvankelijk was gemeld dat hij via een Ampeg B-15 speelde). Weeks speelde ook bas op het Crossroads Guitar Festival op 28 juli 2007 in het Toyota Park in Bridgeview, Illinois. Willie Weeks speelde met Ask Rufus, de voorloper van Rufus met Chaka Khan. Hij verscheen op hun opname van het lied Brand New Day van Al Kooper. Weeks speelde ook met de Fabulous Amazers en Bill Lordan (pre-drummer van Robin Trower) in de Minnesota-band Gypsy. Hij speelde ook basgitaar voor Michael's Mystics in de jaren 1960 in Minnesota. Bill Lordan was ook de drummer van die band. Die band nam Pain op van de Grassroots, lokaal een grote hit voor de Mystics.

## Discografie
Met Cravity
- 2020: HOT BALLON AIRS

Met Rod Stewart
- 1974: Smiler
- 1976: A Night on the Town

Met David Bowie
- 1975: Young Americans

Met Bette Midler
- 1979: Thighs and Whispers

Met LeAnn Rimes
- 2013: Spitfire
- 2015: Today Is Christmas

Met Gypsy
- 1971: In the Garden

Met Etta James
- 1989: Seven Year Itch
- 1992: The Right Time

Met Joan Baez
- 1992: Play Me Backwards

Met Rodney Crowell
- 1995: Jewel of the South

Met Tanya Tucker
- 1995: Fire to Fire
- 2002: Tanya

Met Jimmy Buffett
- 1986: Floridays

Met Boz Scaggs
- 2013: Memphis
- 2018: Out of the Blues

Met George Harrison
- 1974: Dark Horse
- 1975: Extra Texture (Read All About It)
- 1976: Thirty Three & 1/3
- 1979: George Harrison
- 1981: Somewhere in England
- 1982: Gone Troppo

Met Rosanne Cash
- 1985: Rhythm & Romance

Met Chaka Khan
- 1980: Naughty

Met Ronnie Wood
- 1974: I've Got My Own Album to Do
- 1975: Now Look
- 2001: Not for Beginners

Met Gloria Gaynor
- 2019: Testimony

Met Stevie Wonder
- 1973: Innervisions

Met Kenny Rogers
- 1989: Something Inside So Strong

Met Peter Cetera
- 1995: One Clear Voice
- 2001: Another Perfect World

Met Steve Winwood
- 1977: Steve Winwood

Met James Taylor
- 1975: Gorilla
- 1976: In the Pocket

Met Stephen Bishop
- 1980: Red Cab to Manhattan

Met Gloria Jones
- 1973: Share My Love

Met Vince Gill
- 1989: When I Call Your Name
- 1991: Pocket Full of Gold
- 1992: I Still Believe in You
- 1994: When Love Finds You
- 2000: Let's Make Sure We Kiss Goodbye
- 2003: Next Big Thing
- 2013: Bakersfield
- 2016: Down to My Last Bad Habit

Met Michael McDonald
- 1982: If That's What It Takes
- 1986: No Lookin' Back
- 2017: Wide Open

Met Leon Russell
- 2014: Life Journey

Met Wynonna Judd
- 1992: Wynonna
- 1993: Tell Me Why
- 1996: Revelations
- 1997: The Other Side
- 2000: New Day Dawning
- 2003: What the World Needs Now Is Love

Met Donny Hathaway
- 1973: Extension of a Man

Met Eric Clapton
- 2010: Clapton
- 2013: Old Sock

Met Maria Muldaur
- 1976: Sweet Harmony

Met Amy Grant
- 2005: Rock of Ages... Hymns and Faith

Met John Mellencamp
- 1983: Uh-huh
- 1989: Big Daddy
- 2001: Cuttin' Heads

Met J.J. Cale en Eric Clapton
- 2006: The Road to Escondido

Met Herbie Mann
- 1973: Turtle Bay

Met Randy Newman
- 1974: Good Old Boys
- 1977: Little Criminals
- 1979: Born Again

Met Joe Walsh
- 1976: You Can't Argue with a Sick Mind
- 1978: But Seriously, Folks...

Met Aretha Franklin
- 1974: Let Me in Your Life

Met Rickie Lee Jones
- 1979: Rickie Lee Jones

Met Carly Simon
- 1975: Playing Possum

- Bibsys: 5002182
- Bibliothèque nationale de France: cb14016523d (data)
- Gemeinsame Normdatei: 134552512
- International Standard Name Identifier: 0000 0000 5518 4186
- Library of Congress Control Number: no2001011594
- MusicBrainz: 5a1e66a2-a745-43f2-b2cb-f98595f1aeb1
- Nationale Bibliotheek van Tsjechië: xx0209164
- Virtual International Authority File: 54344939
- WorldCat: E39PBJm9c84WhpQdRQX6mw6xjC